# Тур (князь)
Тур (др.-сканд. Þórir, Торир, церк.-слав. Туръ, Туры) — первый летописный князь Туровского княжества (конец X века). Он, а также князь полоцкий Рогволод — первые правители, упоминаемые в летописи на землях современной Республики Беларусь.
«Повесть временных лет» (составлена в XII веке) под 980 годом сообщает:

«…бе бо Рогъволодъ перешелъ изъ заморья, имяше волость свою Полотьске, а Туръ Турове, от него же и туровци прозвашася» (древнерусск.),
«…этот Рогволод пришёл из-за моря, и имел власть свою в Полоцке, a Тур — в Турове, по нему и туровцы прозвалися».

В Устюжском летописном своде, составленном в XVI веке, Тур назван братом Рогволода. Других летописных сведений о Туре нет.
По данным лингвистики имя производно от др.-сканд. Þórir (Торир). По другой версии, Тур — имя местного князя, так как в славянских языках распространён топоним с корнем «тур», а город имеет название, связанное с именем личности.
Одни исследователи (В. Н. Татищев, В. О. Ключевский, В. З. Завитневич и другие) считали Тура исторической личностью на том основании, что его имя помещено в летописи рядом с исторически подлинным Рогволодом. Другие (например, А. А. Шахматов, М. В. Довнар-Запольский, А. С. Грушевский) рассматривали сообщение летописи в качестве этимологической легенды, объясняющей название города Турова, а Тура — как легендарную личность.
По мнению Е. А. Мельниковой, Тур был один из правителей-скандинавов в первоначально независимом от Киева центре.